# Elettromotrici della linea 1 della metropolitana di Napoli
Le Serie M1 erano una serie di elettromotrici metropolitane utilizzate per l'esercizio sulla Linea 1 della metropolitana di Napoli gestita dall'ANM.
Erano permanentemente accoppiate a formare delle "unità di trazione", secondo lo schema M-M. Normalmente viaggiavano in composizione di sei unità (tre UdT accoppiate: M - M + M - M + M - M).

## Storia
Le elettromotrici furono costruite agli inizi degli anni novanta dalla Sofer, dalle Officine Fiore di Caserta, con parte elettrica dell'Ansaldo Trasporti di Milano o della Metalmeccanica Lucana. Il progetto fu basato sui treni Serie 500 della Linea 2 della Metropolitana di Milano, e principalmente sulle MA100 della Linea A della Metropolitana di Roma, ma con numerose modifiche e migliorie rispetto a queste ultime.
In totale furono costruite 90 vetture (45 UdT binate), inizialmente tuttavia era prevista la costruzione di ben 110 elettromotrici pari a 55 UdT.
Alcuni complessi binati furono testati sull'anello di prova del deposito di San Donato della Linea 3 della Metropolitana di Milano.
Le M1 entrarono in servizio regolare sulla Linea 1 alla sua inaugurazione, il 28 marzo del 1993. Inizialmente viaggiavano in composizione di tre UdT (6 motrici totali). Successivamente, dopo che la linea venne allungata non vi erano più treni a sufficienza, così essi vennero "accorciati" rimuovendo una UdT da ogni treno, in modo da ottenere un numero maggiore di treni ma più corti, ognuno da 2 UdT (4 motrici), arrivando a non coprire per intero le banchine delle stazioni.
All'inizio del servizio, le FS poterono contare sulle UdT 1-7 e 24-26, a cui si aggiunsero poi le 8-9 e 27-30 nel 1995. Le ultime a essere immesse in servizio furono le 40 e 45 nel 2007 e la 22 e 39 nel 2008
Nel 2005 tre unità di trazione 13, 15 e 17 (tra cui le unità M1.029 e M1.030) furono noleggiate alla società MetroCampania NordEst, per l'esercizio della tratta Piscinola-Mugnano della costruenda Linea "Arcobaleno" Napoli-Giuliano-Aversa. Furono restituite nel 2009, in seguito all'arrivo su quella linea del materiale definitivo (MA 100 di seconda mano da Roma).
Dal 2017 le M1 hanno iniziato ad essere oggetto di graffitismo, molte vetture infatti sono state imbrattate da writers; in alcuni casi sono stati graffitati anche i finestrini.
A partire dall'ottobre 2022 è iniziata la loro graduale sostituzione con i nuovi elettrotreni CAF Inneo: dapprima le poche M1 rimaste in servizio hanno ripreso a circolare nella loro originaria composizione di 3 UdT; successivamente, nel corso del 2024 sono state totalmente ritirate dal servizio e preservate in deposito per uso emergenziale, in attesa della definitiva dismissione che avverrà all'arrivo di tutti i CAF Inneo. Nel 2025 è stata avviata la demolizione di buona parte delle unità presenti nel deposito di Piscinola.

## Tecnica
Si trattava di elettromotrici monocabina, con alimentazione da linea aerea alla tensione di 1500 V. Montavano quattro motori asincroni trifase tipo MTA-A4-135V, prodotti dall'Ansaldo, due per ogni carrello. Il loro equipaggiamento di trazione era a inverter GTO-VVVF, sempre di produzione Ansaldo.
Una coppia di elettromotrici formava un'unità di trazione, lunga 37 680 mm e con capacità di 442 passeggeri (di cui 60 seduti). In esercizio regolare la composizione-tipo era costituita di tre unità di trazione (sei elementi M-M+M-M+M-M).
Data la forte acclività della linea (fino al 55‰) non fu prevista la costruzione di rimorchiate.
Una delle caratteristiche uniche dei treni serie M1 era la particolarissima posizione dei dischi dei freni: esterni al carrello, invece che al suo interno, caso unico in Italia e in Europa. 
Erano anche le uniche elettromotrici metropolitane italiane ad avere porte scorrevoli esterne alla cassa (al contrario del più comune tipo "a espulsione" o scorrevoli interne alla cassa).

## Incidenti

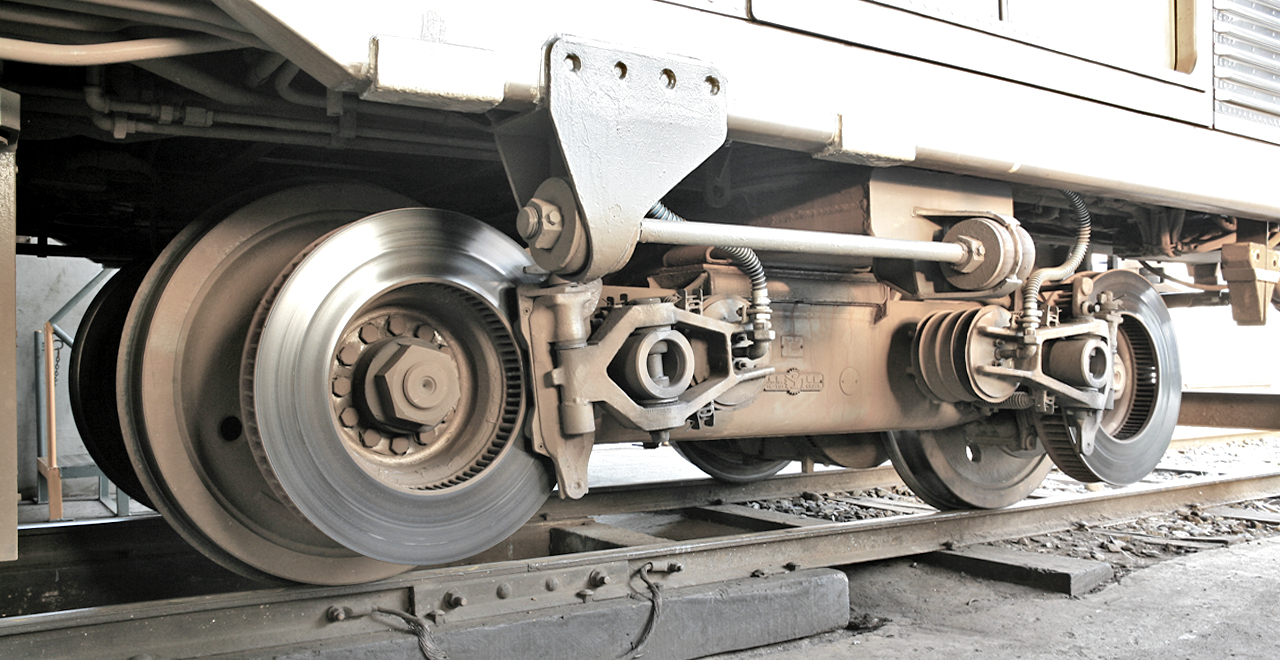
Carrello con dischi del freno esterni di un treno Serie 7000 delle ferrovie Tokyu. I treni Serie M1 utilizzavano un carrello molto simile

Il 14 gennaio 2020 un convoglio di M1 proveniente da Garibaldi e diretto al capolinea di Piscinola, si scontrò con un altro convoglio di M1 presso il raccordo tra la linea principale e il deposito. Il secondo treno stava già impiegando il deviatoio, immettendosi nella linea principale e fu colpito dal primo all'altezza della seconda vettura lato Piscinola, la nº017-018.

## Tabella materiale
| N° Treno | Composizione | Entrata in servizio | Note                                                                |
| -------- | ------------ | ------------------- | ------------------------------------------------------------------- |
| 1        | 001-002      | 16/02/1993          |                                                                     |
| 2        | 003-004      | 15/02/1993          |                                                                     |
| 3        | 005-006      | 16/02/1993          |                                                                     |
| 4        | 007-008      | 02/02/1993          |                                                                     |
| 5        | 009-010      | 05/02/1993          |                                                                     |
| 6        | 011-012      | 04/02/1993          |                                                                     |
| 7        | 013-014      | 15/02/1993          |                                                                     |
| 8        | 015-016      | 11/07/1995          |                                                                     |
| 9        | 017-018      | 22/06/1995          | Danneggiata in un incidente nel 2020                                |
| 10       | 019-020      | 17/07/1998          |                                                                     |
| 11       | 021-022      | 19/12/1998          | Demolita                                                            |
| 12       | 023-024      | 24/07/1998          |                                                                     |
| 13       | 025-026      | 05/08/1998          | Noleggiata a MCNE (2005-2009). Danneggiata in un incidente nel 2020 |
| 14       | 027-028      | 22/01/2000          | Demolita                                                            |
| 15       | 029-030      | 22/01/2000          | Noleggiata a MCNE (2005-2009)                                       |
| 16       | 031-032      | 27/07/2001          |                                                                     |
| 17       | 033-034      | 27/07/2001          | Noleggiata a MCNE (2005-2009)                                       |
| 18       | 035-036      | 27/07/2001          |                                                                     |
| 19       | 037-038      | 30/05/2003          |                                                                     |
| 20       | 039-040      | 26/05/2004          |                                                                     |
| 21       | 041-042      | 13/07/2005          |                                                                     |
| 22       | 043-044      | 07/07/2008          |                                                                     |
| 23       | 045-046      | 19/12/1998          |                                                                     |
| 24       | 047-048      | 24/03/1993          |                                                                     |
| 25       | 049-050      | 24/03/1993          |                                                                     |
| 26       | 051-052      | 26/04/1993          |                                                                     |
| 27       | 053-054      | 14/07/1995          |                                                                     |
| 28       | 055-056      | 04/07/1995          |                                                                     |
| 29       | 057-058      | 04/07/1995          |                                                                     |
| 30       | 059-060      | 14/07/1995          |                                                                     |
| 31       | 061-062      | 03/07/1998          |                                                                     |
| 32       | 063-064      | 17/07/1998          |                                                                     |
| 33       | 065-066      | 22/01/2000          |                                                                     |
| 34       | 067-068      | 22/01/2000          |                                                                     |
| 35       | 069-070      | 27/07/2001          |                                                                     |
| 36       | 071-072      | 30/05/2003          |                                                                     |
| 37       | 073-074      | 30/05/2003          |                                                                     |
| 38       | 075-076      | 30/05/2003          |                                                                     |
| 39       | 077-078      | 07/07/2008          |                                                                     |
| 40       | 079-080      | 02/02/2007          |                                                                     |
| 41       | 081-082      | 26/05/2004          |                                                                     |
| 42       | 083-084      | 26/05/2004          |                                                                     |
| 43       | 085-086      | 26/05/2004          |                                                                     |
| 44       | 087-088      | 13/07/2005          |                                                                     |
| 45       | 089-090      | 02/02/2007          |                                                                     |